# Cochliobolus graminicola
Cochliobolus graminicola är en svampart som beskrevs av Alcorn 1998. Cochliobolus graminicola ingår i släktet Cochliobolus och familjen Pleosporaceae.   Inga underarter finns listade i Catalogue of Life.